# Michael Mosoeu Moerane

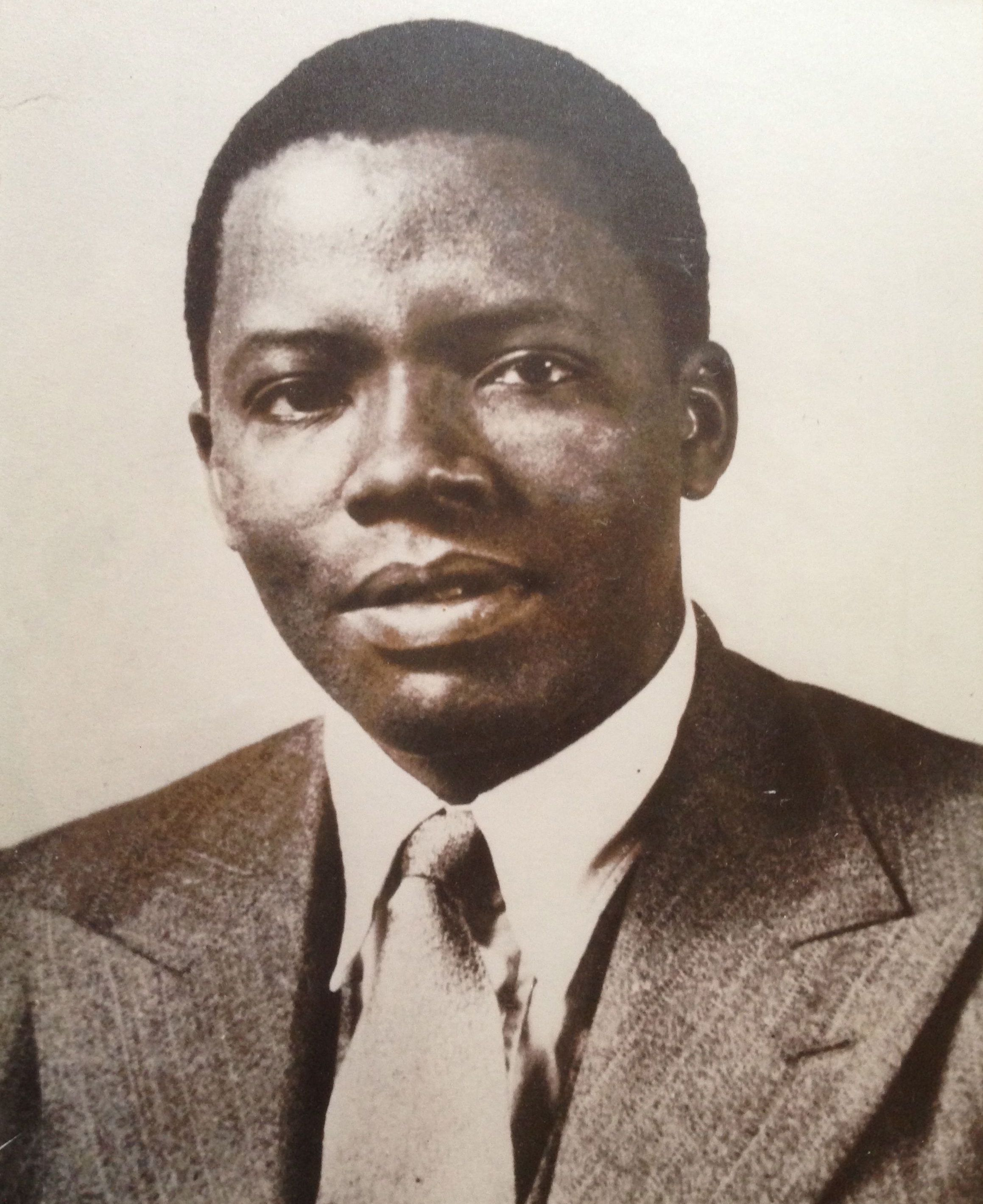
Michael Mosoeu Moerane

Michael Mosoeu Moerane (* 1909 in Mangoloaneng, Kapkolonie; † 1981, nach anderen Angaben 1904–1980) war ein südafrikanischer Komponist und Chorleiter.

## Leben
Moeranes Vater stammte aus Basutoland, dem heutigen Lesotho. Moerane wurde am Lovedale Institute und an der Universität Fort Hare ausgebildet. In Lovedale begann er 1927 zu unterrichten. An der University of South Africa studierte er Komposition, Orchestration, Harmonielehre, Kontrapunkt und Musikgeschichte und erhielt als erster Nicht-Weißer in Südafrika den Grad eines Bachelor of Music. Zusätzlichen Kompositionsunterricht nahm er bei Friedrich Hartmann von der Rhodes University in Grahamstown. Er war später als Lehrer an einer Highschool in Maseru in Lesotho, am Umfundisweni Institute in Pondoland und schließlich an der Peka High School in Peka, Lesotho, tätig.
1941 vollendete Moerane die sinfonische Dichtung Fatse la heso, die 1944 vom BBC Symphony Orchestra unter Leitung von Clifford Curzon uraufgeführt wurde. 1994 spielte das National Symphony Orchestra of the South African Broadcasting Corporation unter Leitung von Peter Marchbank das Werk auf CD ein. Wegen seines Widerstandes gegen den Bantu Education Act verlor Moerane 1953 seine Stelle als Lehrer. Er war weiterhin als Pianist und Chorleiter aktiv.

## Werke
- Fatsa la heso, sinfonische Dichtung, 1941
- Chorale für Schulorchester
- Sunrise für Schulorchester
- Why worry? für Schulorchester
- Fantasia für Klavier
- In Hout Bay für Klavier
- Joy ride für Klavier
- Lonesome für Klavier
- Atamelang für Chor
- Banozolo: ke tla bina für Chor
- Barali ba Jerusalema für Chor
- Ba tsabang molimo: yizani nive für Chor
- Bokang Jesu für Chor

## Quelle
- AfriClassical – Michael Mosoeu Moerane (1909–1981)